# Icke erkända staters samvälde

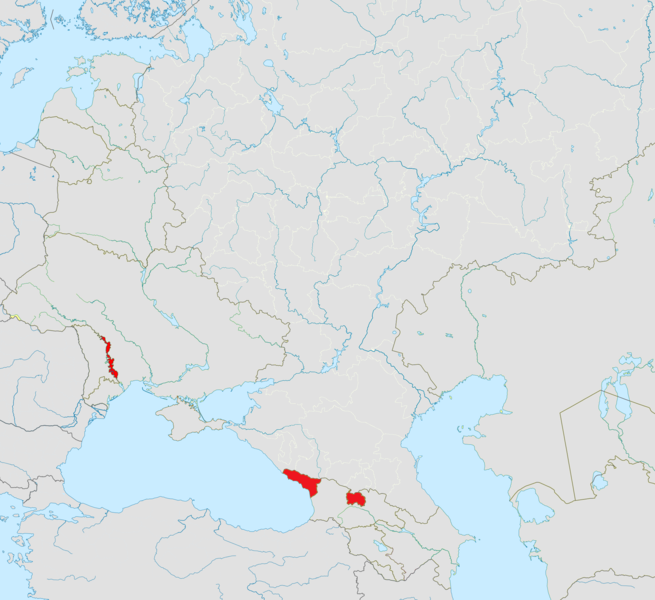
Medlemmarna i Icke erkända staters samvälde, från vänster till höger: Transnistrien, Abchazien, Sydossetien.

Icke erkända staters samvälde (IESS) eller OSS-2 (ryska: Содружество непризнанных государств, СНГ-2, Sodruzjestvo nepriznannych gosudarstv, SNG-2) är en union för samråd, ömsesidig hjälp och samarbete mellan icke erkända stater i forna Sovjet. Organisationen har det officiella namnet Gemenskapen för demokrati och folks rättigheter och grundades 14 juni 2006, i Suchumi, Abchasien (Georgien).

## Medlemmar
- Abchazien
- Sydossetien
- Transnistrien

## Tidigare medlemmar
- Nagorno-Karabach (från 2006 till dess upplösning 2023)